# Prischoß (Wüstung)
Prischoß ist eine Wüstung im Landkreis Aschaffenburg, die früher zum Freigericht Alzenau gehörte.

## Geographie
Der Ort lag im unteren Kahlgrund auf einem freien Feld, das heute noch das Prischoß genannt wird, zwischen Kahl am Main und Alzenau im heute unterfränkischen Landkreis Aschaffenburg. Prischoß war kein geschlossenes Dorf, sondern bestand aus einer Reihe von Einzelgehöften. Die Siedlung wurde in Ober- und Unterprischoß unterteilt. Oberprischoß breitete sich auch rechts der Kahl bis an den Schäferheiderwald aus, wo heute die Bahnstrecke Kahl–Schöllkrippen verläuft.

## Name
Die Schreibweise von Prischoß änderte sich im Laufe der Zeit. So schrieb man anfangs Brieses, Prisches und Prieschiß; später hieß der Ort Brysez, Prieschitz, Pryschütz und Brieschoß.
Für die Deutung des Namens gibt es viele Erklärungen. So könnte Prensus, das aus dem Gallischen stammende Wort für Besitzergreifung, der Namensgeber sein. Eine andere Möglichkeit wäre der in Brieses vorkommende Wortteil sess, was Siedlung bedeutet. Diese Endung findet man noch in verschiedenen anderen Ortsnamen. Prischoß könnte aber auch römischen Ursprungs sein und "priscos vicos", übersetzt zum alten Dorf, bedeuten.

## Geschichte
Im Mittelalter gehörte Prischoß zum Gericht Hörstein, das wiederum Teil des Freigerichts Alzenau war. Das Freigericht war zwar reichsunmittelbar, aber das Reich verpfändete oder vergab das Gebiet immer wieder. So wechselten die Landesherren, zu denen die Herren und späteren Grafen von Hanau, die Herren von Randenburg und die Herren von Eppstein zählten. Schon zu Beginn des 15. Jahrhunderts fiel der Ort wüst.

### Zeugnisse
Um 1860 waren im Unterwald zwischen Kahl und Wasserlos noch Reste der Höfe von Unterprischoß zu erkennen. Der sogenannte Meerhof am heutigen Alzenauer Badesee war vermutlich einer der Höfe von Oberprischoß. Der Name der Gemarkung „Prischoß“ bestand noch im 19. Jahrhundert, bis diese an Alzenau überging.
Die Prischoßstraße in Kahl, der Prischoßweg und die Prischoßstraße in Alzenau sind nach der Wüstung benannt.